# Districte de Haga
El districte de Haga (芳賀郡, Haga-gun) és un districte de la prefectura de Tochigi, a la regió de Kanto, Japó. El districte de Haga és el que més municipis té de tot Tochigi. Actualment, a data de 2020, el districte està integrat per les viles de Haga, Ichikai, Mashiko i Motegi.

## Geografia
El districte de Haga està situat al cantó sud-est de la prefectura de Tochigi. Tots els municipis que componen aquest districte estan connectats per terra entre si mateixos, sense estar separats. El districte limita al nord amb la ciutat de Nasukarasuyama i la vila de Takanezawa, al districte de Shioya; a l'oest limita amb Utsunomiya, capital prefectural i al sud amb la ciutat de Mooka, que tot i no ser part del districte al ser-hi una ciutat, és considerada part d'una hipotètica regió de Haga atés a que abans formava part del districte. Cap a l'est, el districte limita amb quatre municipis de la prefectura d'Ibaraki: Hitachiōmiya, Sakuragawa, Shirosato i Kasama.

### Municipis
| |          |          |          |
| \| Municipi \| Població \| Extensió \| Densitat \| \| -------- \| -------- \| -------- \| -------- \| \| Haga \| 14.879 \| 70,16 \| 212 \| \| Ichikai \| 11.251 \| 64,25 \| 175 \| \| Mashiko \| 21.881 \| 89,40 \| 245 \| \| Motegi \| 11.829 \| 172,69 \| 68,5 \| \| Total \| 59.840 \| 396,5 \| 151 \| |          |          |          |
| Municipi | Població | Extensió | Densitat |
| Haga | 14.879   | 70,16    | 212      |
| Ichikai | 11.251   | 64,25    | 175      |
| Mashiko | 21.881   | 89,40    | 245      |
| Motegi | 11.829   | 172,69   | 68,5     |
| Total | 59.840   | 396,5    | 151      |

## Història
El districte va ser fundat el 13 de juliol de 1868 com a districte de l'aleshores activa província de Shimotsuke, avui dia dissolta. Amb la dissolució de la província, el districte va passar a formar part de la nova prefectura de Nikkō per un breu període, des del 27 de març de 1869 fins al 1871, quan aquesta prefectura es dissolta i la zona on es troba el districte passa a romandre sota la jurisdicció de la prefectura d'Utsunomiya. El 15 de juny de 1873 la prefectura d'Utsunomiya es dissol i s'integra a la prefectura de Tochigi, on avui dia encara roman el districte. L'1 de març de 1894, el poble de Mashiko esdevé vila. L'1 d'octubre de 1954, la vila de Mooka esdevé ciutat, eixint així del districte. L'1 de gener de 1971 el poble de Ichikai esdevé vila. El 23 de març de 2009, el poble de Ninomiya es dissol i passa a formar part de la ciutat de Mooka.